# Marcofilia
Marcofilia - Coleccionismo e estudo de marcas postais (carimbos). Ramo da filatelia.
Quanto à sua classificação e tipos existentes, eles poderão dividir-se em 4 grandes grupos:
Carimbos manuais ordinários
1. Numéricos
2. Obliteradores

Carimbos manuais especiais
1. Ambulantes
2. Comemorativos
3. Correio Aéreo
4. 1º dia de Circulação
5. Posta Rural
6. Correio Marítimo
7. De Recurso
8. Publicitários
9. Correio Militar (Militar/Guerra)

Carimbos mecânicos ou flâmulas
1. Mudas
2. Com Texto
3. Ilustradas
4. Franquias

Outros
1. Pré-adesivo
2. Marcas Postais (censurado, devolução, registado, etc)
3. Marítimo
4. Aéreo
5. Terrestre especial
6. Ambulâncias postais/comboios